# Paul In ’t Ven
Paul In ’t Ven (* 1. April 1945 in Turnhout) ist ein ehemaliger belgischer Radrennfahrer.

## Sportliche Laufbahn
In ’t Ven war im Straßenradsport aktiv. Als Amateur gewann er den Omloop het Volk 1966 in dieser Klasse sowie zwei Etappen in der Tour de la Province de Namur 1966. Von 1967 bis 1971 war er Berufsfahrer. Er gewann die Eintagesrennen Heistse Pijl, Grand Prix d’Isbergues, Scheldeprijs 1967 und Kessel–Lier 1969.
Zweiter wurde er 1967 im Grand Prix Marcel Kint. Dritter wurde er 1967 im Omloop Mandel-Leie-Schelde Meulebeke. In ’t Ven bestritt alle Grand Tours. Die Tour de France fuhr er zweimal. 1967 wurde er 43., 1969 75. Im Giro d’Italia 1970 kam er auf den 73. Rang. Die Vuelta a España 1970 beendete er nicht.

## Familiäres
Sein Bruder älterer Bruder Willy In ’t Ven und sein Neffe Danny In ’t Ven waren ebenfalls Radprofis.